# Bacco fanciullo
Il Bacco fanciullo è un dipinto a olio su tavola trasferito su tela (50x39cm) di Giovanni Bellini, databile tra il 1505 e il 1510 e conservato nella National Gallery of Art di Washington.

## Storia
Il dipinto fa parte dell'ultima fase produttiva dell'artista, quella in cui abbracciò le novità del tonalismo di Giorgione. Conosciuto dal XIX secolo, quando si trovava nelle collezioni di Frederick Richards Leyland a Londra, era anticamente attribuito a Marco Basaiti. Passò per diverse mani, fino a  quando nel 1927 venne ceduto ai Duveen Brothers, che lo portarono negli Stati Uniti e nel 1949 lo fecero acquistare a Samuel H. Kress. Nel 1961 venne poi donato alla galleria.
L'identificazione del soggetto risale a Gronau (1930) e probabilmente si rifaceva a quel "Bacchetto con un vaso in mano" che Ridolfi citò come opera di Giorgione in casa di Bartolo Delfino a Venezia, a metà del Seicento. Shapley (1979) legò la raffigurazione a una metafora del solstizio d'inverno, basata su una lettura dei Saturnalia di Macrobio, stampati e commentati in epoca umanista. Infatti Bacco, quale dio agricolo, veniva spesso invecchiato col passare delle stagioni, come il nuovo anno che all'inizio è bambino e sul finire è vecchio.
Forte è la somiglianza del soggetto con il Bacco nel Festino degli dei, che lega sicuramente le due opere in un arco cronologico breve, forse derivate da medesimi studi sul soggetto.

## Descrizione e stile
In un paesaggio il giovane Bacco è raffigurato seduto su una roccia, con in mano una brocca di metallo. Tipico attributo è la ghirlanda di foglie di vite, che tiene in fronte. La posa molle e apparentemente scomposta rimanda agli effetti del vino.
È sorprendente l'apertura dell'anziano artista, ormai quasi novantenne, alle novità del tonalismo di Giorgione e Tiziano, nonché al senso profano del soggetto, così raro nella sua produzione.